# 成都双年展

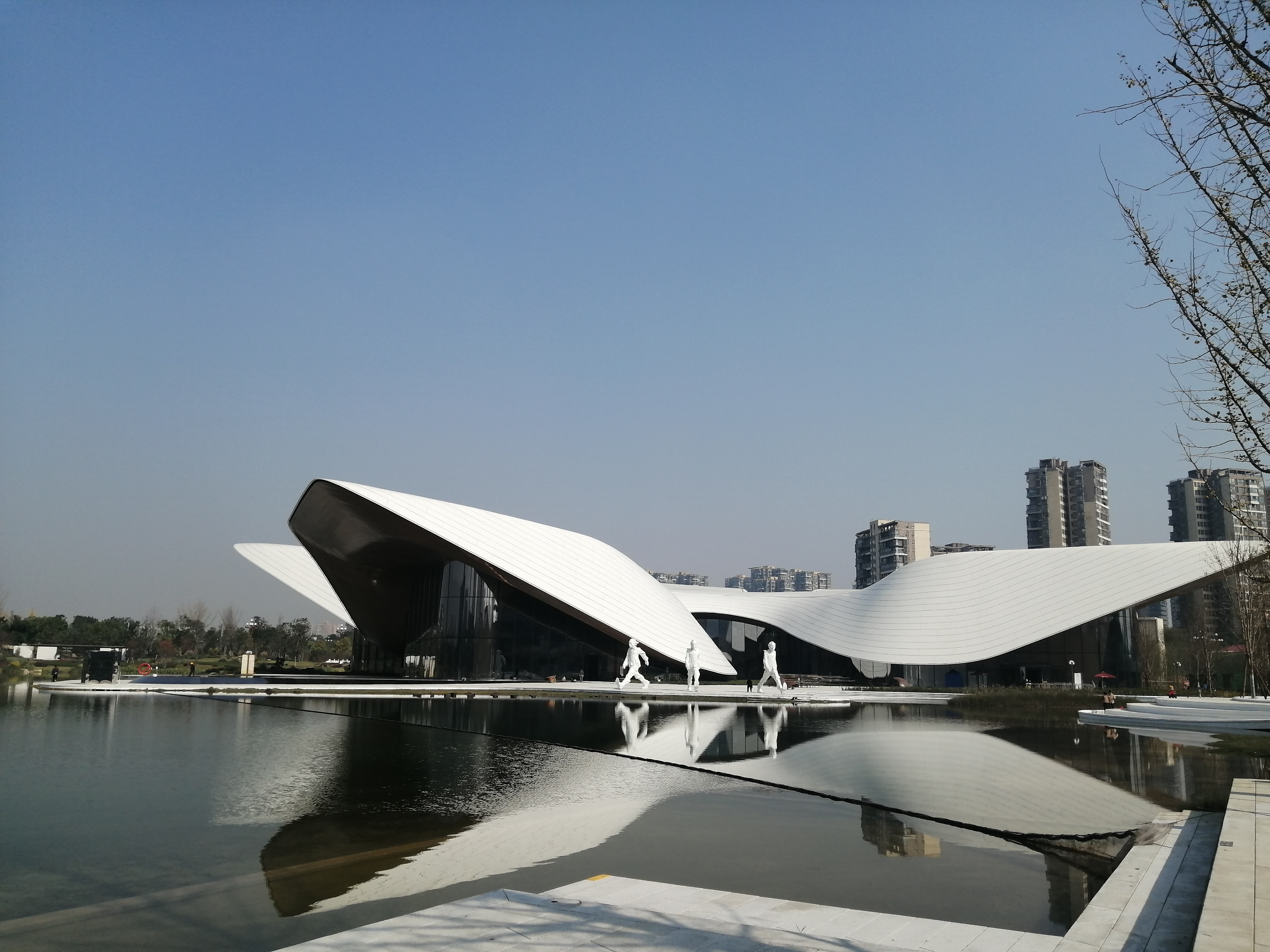
成都天府美术馆，2021成都双年展的一部分，在天府艺术公园的湖对面

成都双年展，是中国成都市的一個當代藝術雙年展，于2001年首次举办。前四届由企业家邓鸿个人投资举办，第五届（2011年）转由成都市委宣传部、市文联、成都传媒集团等机构与单位联合主办。第六届（2013年）之后，成都双年展间歇了几年，于2021年再次由官方举办。
在成都双年展暂停期间，成都本地举办了「安仁双年展」（the Anren Biennale），首届从2017年开始，于2021年举办了第三届。

## 历届展览
2001年第一届成都双年展“样板·架上”邀请了120位艺术家参展，作品以架上绘画为主。
2005年第二届成都双年展“景观：世纪与天堂” 迈向了国际化，邀请了15至20位享有盛名的国外艺术家参展。 
2007年在第三届成都双年展“重新启动”的策展团队中，除了国内策展人冯斌Feng Bin和鲁虹Lu Hong以外，还有美国的林似竹（Britta Erickson）和沈揆一Shen Kuiyi 。
2009年第四届成都双年展以“叙事中国”为主题，由贾方舟Jia Fangzhou、邹跃进Zou Yuejin担任策展人，邀请了120位艺术家参展，展出了271件作品，涉及油画、水墨、摄影、影像、雕塑和装置几个门类。
2011年第五届成都双年展聘请吕澎Lu Peng担任总策展人，以“物色·绵延”为主题，邀请了200多位海内外知名艺术家、建筑大师及其作品参展。本届双年展引入了威尼斯双年展the Venice Biennale模式，有16个平行展，共迎来约28万参观人次。同时，成都双年展转至成都市委宣传部旗下，由“民办”转为“官办”。
2013年第六届成都双年展由冯斌Feng Bin和赵力Zhao Li共同担任策展人，分为“万有引力”和“新人特展十年集萃”两个部分。
2015年的成都双年展并没有如期举办，至2021年才恢復舉辦。在成都双年展暂停期间，成都本地举办了「安仁双年展」（the Anren Biennale）首届从2017年开始，于2021年举办了第三届。
2021年11月，成都双年展恢復舉辦，標語為“超融体——2021成都双年展”，于11月6日在成都市天府艺术公园内的成都市美术馆A区（成都市天府美术馆）、成都市美术馆B区（成都市当代艺术馆）正式对公众开放。展览分为“多态共生”、“家园共栖”、“智能共振”、“时潮共燃”、“生态共度”、“意匠共鸣”、“民族共情”、“美育共线”等8个主题，邀请了海内外的272位艺术家参展，覆盖了全球的35个国家与地区。并且包括市区内的17个平行展和特别邀请展。参展艺术家包括国内艺术家，如徐冰、张晓刚、曾梵志、何多苓、周春芽、刘家琨等，和国际艺术家，如安尼施·卡普尔（Anish Kapoor）、托尼·克拉格（Tony Cragg）、奥拉维尔·埃利亚松（Olafur Eliasson），卡塔琳娜·格罗斯（Katharina Grosse）、徐道获（Do Ho Suh）和杰瑞米·加德纳（Jeremy Gardiner）。

## 安仁雙年展
2017年第一届安仁双年展—“今日之往昔”在成都本地古镇安仁举行，邀请了189位艺术家参展，覆盖18个国家和地区，展出800余件作品。
2019年第二届安仁双年展—“共同的神话”，由吕澎、何桂彦、荷兰著名策展人塞伯·泰德若（Siebe Tettero）策划。
2021年第三届安仁双年展由艺术家古原担任艺术总监，知名艺术批评家/策展人王林、赵力、夏可君、古原、王薇薇、李晓峰、温雅等分别担纲各板块策展人，邀请了国内外的150位艺术家参展，展出了三百余件作品。